# Морозов, Александр Григорьевич
Александр Григорьевич Морозов (24 сентября 1944 — 5 октября 2015) — русский писатель, редактор.

## Биография
Родился в семье врача и учительницы. Окончил филологический факультет МГУ (1968). В студенческие годы, начиная с 1965 года, участвовал в группе «СМОГ».
Работа
- «Московский комсомолец»
- «Литературная газета»
- издательство «Молодая гвардия», редактор книг серии «Эврика»
- «Журнал Московской Патриархии», редактор богословского отдела (1985—1988)
- Международный фонд славянской письменности и культуры, ответственный секретарь правления

Первый роман «Чужие письма» написал в 1968 и показал рукопись своему университетскому учителю, литературоведу Владимиру Турбину, который посоветовал Морозову обратиться в журнал «Новый мир» и даже написал рекомендацию на имя заместителя главного редактора Владимира Лакшина. Но журнал отверг роман, и напечатать его удалось лишь в 1997 году. Морозов получил за него премию «Русский Букер».

## Сочинения
- Чужие письма. Этопея // «Знамя», 1997, № 11; отд. издание — М., «Грантъ», 1999 (послесловие Ю.Лощица, В.Алейникова)
- Общая тетрадь. Солилоквиум // «Знамя», 1999, № 5; отд. издание — М., «Грантъ», 1999 (написано в 1975)